# اصلاحات کار برزیل (۲۰۱۷)
اصلاحات کار در برزیل در سال ۲۰۱۷ تغییر قابل توجهی در ادغام قوانین کار این کشور بود (پرتغالی: Consolidação das Leis do Trabalho). به گفته دولت، هدف این اصلاحات مبارزه با بیکاری و بحران اقتصادی برزیل در سال ۲۰۱۴ بود که هنوز ادامه دارد.